# Rigo-rago
El rigo-rago és un instrument de percussió fregada, de nom onomatopeic, fet amb dues fustes gruixudes rectangulars, que tenen un bon nombre de sécs en una cara de cada fusta, sécs que es freguen els uns amb els altres per tal de produir un so insistent i indefinit. Cada fusta porta un agafador de pell o de roba per poder-lo sostenir amb les mans. N'hi ha que duen clavades fora dels agafadors unes llaunetes circulars, semblants als sonalls de la pandereta o el caicai. Aquest instrument formava part de l'acompanyament de les colles de caramelles. Era tocat més per sentiment que per coneixement, la qual cosa donava com a resultat uns conjunts orquestrals un xic discordants per a orelles massa refinades, però que, en el fons, no deixaven de tenir una harmonia rústica i elemental.